# Морж (ППА)
Пілотований підводний апарат (ППА) другого покоління «Морж» — головний зразок з серії двох апаратів типу "Риф", призначених для підводних досліджень і технічних робіт.   
| "Морж"                                  | "Морж" | "Морж" |
| --------------------------------------- | --- | --- |
|                                         | | |
|                                         | | |
|                                         | | |
| Верф                                    | ОКБ СТС, м.Москва                                                                                              | ОКБ СТС, м.Москва                                                                                              |
| Належність                              | 1991-1997: Олександр Молодика з 2006: Vobster Quay Inland Diving Centre з 20??: Silvercrest Submarines         | 1991-1997: Олександр Молодика з 2006: Vobster Quay Inland Diving Centre з 20??: Silvercrest Submarines         |
| Спуск на воду                           | Квітень 1991                                                                                                   | Квітень 1991                                                                                                   |
| Переданий                               | 1986 | 1986 |
| Перейменований                          | "Morzh" | "Morzh" |
| Проєкт                                  | | |
| Класифікація ПЧ                         | Пілотований підводний апарат                                                                                   | Пілотований підводний апарат                                                                                   |
| Розробник проєкту                       | ОКБ СТС, м.Москва                                                                                              | ОКБ СТС, м.Москва                                                                                              |
| Вартість                                | 2012: £220,000 2025: $300,000                                                                                  | 2012: £220,000 2025: $300,000                                                                                  |
| Основні характеристики                  | | |
| Швидкість (підводна)                    | Максимальна — 2,5 вуз., крейсерська — 1,3 вуз.                                                                 | Максимальна — 2,5 вуз., крейсерська — 1,3 вуз.                                                                 |
| Робоча глибина занурення                | 85 м. | 85 м. |
| Гранична глибина занурення              | 100 м. | 100 м. |
| Автономність плавання                   | Робоча — 5 год., аварійна — 72 год.                                                                            | Робоча — 5 год., аварійна — 72 год.                                                                            |
| Екіпаж                                  | 2 особи | 2 особи |
| Розміри                                 | | |
| Довжина найбільша (по КВЛ)              | 4,2 м. | 4,2 м. |
| Ширина корпусу найб.                    | 1,8 м. | 1,8 м. |
| Висота                                  | 2,0 м. | 2,0 м. |
| Водотоннажність підводна                | 2,6 т. | 2,6 т. |
| Силова установка                        | | |
| Свинцево—кислотні акумуляторні батареї. | | |
| Рухова установка                        | Електрогідравлічна                                                                                             | Електрогідравлічна                                                                                             |
| Гвинти                                  | Гвинти фіксованого кроку: 1 маршовий в поворотній насадці; 1 вертикального переміщення, 2 лагового переміщення | Гвинти фіксованого кроку: 1 маршовий в поворотній насадці; 1 вертикального переміщення, 2 лагового переміщення |
| Озброєння                               | | |

## Історія
Проєкт пілотованого підводного апарата другого покоління «Риф» було розроблено в ОКБ СТС (рос. Опытное конструкторское бюро специальных технических средств), заснованому 1970 року в Москві.
Виготовлення дослідного зразка ("Риф") і головного зразка ("Морж") також здійснювалося на цьому ж підприємстві. ППА «Морж» (зав. № 6017.900.003 FG) було побудовано у 1986 році, однак Міністерство рибного господарства СРСР — замовник апарата — не змогло його викупити.
У квітні 1991 року ППА викупив підприємець Олександр Молодика (у минулому — пілот пілотованого підводного апарата «Пайсіс» Інституту океанології АН СРСР). У 1993—1995 роках апарат виконував роботи з огляду підводних трубопроводів біля кримського узбережжя. Після подальших невдалих спроб знайти комерційне застосування апарата в Криму, у 1997 році Молодика разом із сім’єю та апаратом переїхав до Аргентини.
На початку 2000-х років апаратом зацікавився Підводний центр компанії Stenmar Group (Форт-Вільям, Шотландія) який згодом придбав його та найняв Олександра Молодику як пілота апарата. Із 2006 року ППА «Морж», перейменований у «Morzh», став першим приватним комерційним підводним човном у Великій Британії та використовувався клубом Submarine Explorers Club при Vobster Quay Inland Diving Centre для туристичних занурень, де виконувалося понад 100 занурень на рік.
Станом на 2012 рік апарат був виставлений на продаж за £220 000.
Станом на 2025 рік британська компанія Silvercrest Submarines пропонує апарат до продажу за $300 000.

## Конструкція

### Корпус
Міцний корпус ППА має циліндричну форму зі сферичними носовою та кормовою частинами. Його діаметр становить 1,2 м, загальна довжина — 2,0 м. Циліндрична частина укріплена шпангоутами зовнішньої конструкції. Корпус було випробувано тиском, еквівалентним глибині занурення 160 м. У верхній частині розташований вхідний люк діаметром 500 мм .
Екіпаж розміщується всередині в лежачому положенні — на спеціальних лежаках. Легкий корпус апарата виготовлений зі склопластику. Згодом, для туристичних занурень, у міцному корпусі було встановлено 3 крісла — для пілота та двох пасажирів.

### Системи і обладнання ППА

#### Навігаційне обладнання і зв'язок
Для керування апаратом встановлена система автоматичного утримання курсу (автостерновий), яка працює від двох компасів.
Для радіозв’язку з судном-носієм на апараті встановлено ультракороткохвильову (УКХ) радіостанцію з дальністю дії до 7 миль.
Для пеленгації апарата в надводному положенні використовується радіобуй.
Гідроакустичне обладнання апарата включає:
- станцію звукопідводного зв’язку "Mesotech" дальністю 2000 м;[5]
- гідроакустичний маяк;[5]
- ехолот вимірювання глибини NASA;[5]
- ехолот вимірювання відстані до грунту FURUNO;[5]
- гідролокатор SONAVISION-2000; [5]
- маяк наведення водолаза.[15]

Гідроакустичний маяк налаштований на частоту 19,5 Гц, що відповідає частоті гідролокатора судна-носія. Маяк періодично випромінює акустичні імпульси з короткими паузами.
Ехолот використовується для визначення відстані до дна та до поверхні моря. Гідролокатор призначений для виявлення об'єктів у горизонтальній площині.
Під час перебування апарата під водою підтримується звукопідводний зв’язок. Сеанси зв’язку здійснюються з періодичністю не рідше одного разу на годину.
На верхній частині легкого корпусу встановлено якірний вогонь. Під час перебування на поверхні моря екіпаж має змогу вмикати проблисковий сигнальний вогонь.

#### Система занурення—спливання
Система занурення та спливання складається з двох цистерн головного баласту (ЦГБ) та однієї вирівнювальної цистерни.
ЦГБ розміщені по бортах і мають шпигатний тип конструкції. Клапани вентиляції встановлені всередині апарата.
Під час занурення цистерни заповнюються забортною водою самопливом через шпигати після відкриття вентиляційних клапанів — повітря при цьому витісняється в атмосферу.
Під час спливання баластні цистерни продуваються стисненим повітрям високого тиску з балонів, розміщених за межами міцного корпусу.
Вирівнювальна цистерна, розташована під легким корпусом, призначена для досягнення нульової плавучості апарата. Заповнення або відкачування води з неї здійснюється за допомогою водяного насоса з гідравлічним приводом.
Для створення або вирівнювання диференту використовується переміщення контейнерів з АБ за допомогою гідравлічного поршня.

#### Рушійно—стерновий комплекс
Для горизонтального переміщення використовується гвинт фіксованого кроку (ГФК) з гідравлічним приводом. Частота обертання гвинта регулюється плавно за допомогою приводного гідродвигуна. Гвинт може обертатися як у прямому, так і в зворотному напрямку. Він встановлений у поворотній насадці, яка керується гідроприводом. Управління маршовим двигуном і поворотною насадкою здійснюється капітаном апарата з пульта дистанційного керування.
Для лагового переміщення передбачено два ГФК з приводом від гідродвигунів. Вони розміщені у носовій і кормовій частинах апарата. При обертанні гвинтів в один бік забезпечується лагове переміщення, а при обертанні у протилежні боки — поворот апарата навколо вертикальної осі.
Для вертикального переміщення встановлений окремий ГФК із гідравлічним приводом, розміщений у носовій фермі апарата в діаметральній площині. Він призначений для забезпечення контролю занурення і спливання.

#### Система стисненого повітря
Джерелом стисненого повітря високого тиску (до 200 атм) є чотири балони, розміщені зовні міцного корпусу.
Управління системою здійснюється за допомогою клапанів, установлених усередині апарата.
Наповнення балонів стисненим повітрям може виконуватись як штатним компресором судна-носія, так і пересувним компресором, що входить до складу допоміжного обладнання апарата.

#### Система гідравліки
Усе обладнання цієї системи розміщене зовні міцного корпусу.  До його складу входять: насос гідравліки, пневмогідроакумулятор, гідроблок, трубопровідні системи, гідродвигуни маршового гвинта, гвинта вертикального переміщення, гвинтів лагового переміщення, а також водяний насос і виконавчі механізми маніпулятора та поворотної насадки маршового гвинта.
Передбачена можливість додаткового встановлення забортного гідравлічного обладнання, розрахованого на робочий тиск від 50 до 200 атм.

#### Система вентиляції, контролю повітря та його регенерації
З моменту закриття люка підводного апарата екіпаж перебуває в міцному корпусі, де атмосферне повітря має відповідати складу звичайного повітря, придатного для дихання. У нормальних умовах на рівні моря вміст кисню в повітрі становить близько 21 %.. У разі зниження його концентрації до 19 % екіпаж активує систему регенерації повітря — спеціальну установку, що містить пластини, які поглинають оксид вуглецю та вуглекислий газ, одночасно виділяючи кисень. Кількість пластин забезпечує підтримання життєдіяльності двох гідронавтів протягом усього періоду аварійної автономності.
Контроль складу атмосферного повітря у міцному корпусі здійснюється за допомогою індикаторних трубок — вимірювальних приладів, наповнення яких змінює колір у присутності певних газів.

#### Науково—дослідне обладнання
- Ілюмінатори для забортного спостереження (360о горизонтального огляду, 200о вертикального огляду): діаметром 400 мм — 2 одиниці., діаметром 100 мм — 8 одиниць;[5][14]
- Забортні світильники — 4 одиниці потужністю 200 Вт кожний;[5]
- Комплекс фотографування — фотоавтомат «Торос»;[15]
- Маніпулятор — 6 ступенів свободи, вантажопідйомністю 10 кг;[14]
- Гідрологічний комплекс "Катран";[15]
- Гідравлічний пристрій для постановки трьох буїв—відмітників;[5][15]
- Батометр для відбирання зразків води;[5]
- Гідравлічні дискові ножиці;[5][11]
- Висувний лоток для зразків;[15]
- Можливість встановлення додаткового обладнання масою до 50 кг.[14]

#### Енергетична система.

##### Мережа 28 В силового обладнання
Основним джерелом живлення мережі є кислотні акумуляторні батареї (АБ), розміщені в контейнерах, які встановлені всередині циліндричних відсіків під міцним корпусом ППА.
Номінальна напруга кожного елемента становить 2 В, елементи об’єднані в групи по 14 одиниць, що забезпечує загальну напругу 28 В.
Для заряджання АБ демонтують кришки циліндричних відсіків, після чого контейнери з акумуляторами транспортують на спеціальне місце для заряджання, яке обладнане витяжною вентиляцією та закрите для вільного доступу. Заряджання проводиться зарядним пристроєм згідно з правилами безпеки. Ємність акумуляторної батареї — 540 А·год.
Все силове електрообладнання — контактори та силові реле — розміщене зовні міцного корпусу в електричному блоці з корпусом з алюмінієвого сплаву, що витримує забортний тиск.  Від цієї мережі живиться силове обладнання: насос гідравліки, забортне освітлення.

##### Мережа  28 В автоматики
Основним джерелом живлення даної мережі є кислотні АБ, розміщені в менших за розміром контейнерах порівняно з силовими.
В контейнерах АБ автоматики елементи також об’єднані в групи по 14 одиниць, що забезпечує загальну напругу 28 В.
Від мережі автоматики живляться такі системи: радіостанція, гідролокатор, звукопідводний зв’язок, внутрішнє освітлення ППА та системи автоматичного керування.

### Аварійне обладнання

#### Аварійне обладнання у випадку неможливості спливання ППА:
- Аварійний твердий баласт — складається з двох масивних чавунних баластин загальною масою 80 кг.  Вони встановлені в нижній частині ППА з обох бортів.  Скидання твердого баласту здійснюється у разі аварійної ситуації натисканням кнопки, яка активує пневматичний привід від окремого балону високого тиску. Після скидання баласту підводний апарат миттєво набуває позитивної плавучості і спливає на поверхню;[5]
- Аварійний буй — має позитивну плавучість і при звільненні екіпажем зсередини корпуса ППА виринає на поверхню, подаючи радіо- та світловий проблисковий сигнали.[5]

#### Протипожежне обладнання
У разі пожежі екіпаж використовує вогнегасники та ізолюючі дихальні апарати, розраховані на 4–5 годин роботи. Цього часу достатньо для організації гасіння пожежі та спливання апарата на поверхню.

#### Обладнання для випадку покидання ППА в надводному положенні
Рятувальні жилети згідно конвенції SOLAS розміщені біля кожного члена екіпажа.

## Екіпаж
Екіпаж ППА «Морж» під час занурення складається з двох осіб: капітана та підводного дослідника.
При туристичних зануреннях у деяких джерелах зазначається, що екіпаж складається з трьох осіб: пілота та двох пасажирів.
Капітан відповідає за технічне забезпечення занурення, контролює параметри роботи всіх систем і механізмів, а також здійснює операції відходу від судна-носія, занурення, виходу до місця роботи і повернення на судно.
На ППА "Морж" капітанами працювали гідронавти 1-го класу О.Молодика, Є.Виноградов.

## Твори чи публікації
- Jason Brown (3 вересня 2007). Morzh submarine @ Vobster Quay — https://www.youtube.com/watch?v=5PzjrXBT6U0